# 毛家村水库
毛家村水库是中国云南省曲靖市会泽县境内的一座水库，位于金沙江支流以礼河上，建于1971年。水库正常库容为47200万立方米，集雨面积为868平方千米，海拔为2227米。